# Виишоара (Паунешти)
Виишоара (рум. Viișoara) насеље је у Румунији у округу Вранча у општини Паунешти. Oпштина се налази на надморској висини од 299 m.

## Становништво
Према подацима из 2002. године у насељу је живело 1274 становника, од којих су сви румунске националности.